# Amphitorna
Amphitorna là một chi bướm đêm thuộc phân họ Drepaninae.